# Postmonopol
Als Postmonopol wird das Staatsmonopol eines Staates bezeichnet, das Postwesen in Form eines Monopols selbst durchzuführen oder an Dritte durch Lizenz zu vergeben.

## Allgemeines
Postmonopole schließen wie jedes Monopol den Wettbewerb aus, weil die Dienstleistungen von einem einzigen Anbieter durch Gesetz vorgeschrieben sind. Dadurch fehlt es an einem Preiswettbewerb, Qualitätswettbewerb und weitgehend auch an technischem Fortschritt, der neue Technologien ermöglicht. 
Wie bei jedem Monopol hat der Monopolist absolute Marktmacht durch 100 %igen Marktanteil. Dem keine Verhandlungsmacht besitzenden Nachfrager bleibt nur die Wahl zwischen Erwerb einer standardisierten Dienstleistung oder Nichterwerb; dieses Marktverhalten entspricht dem eines Optionsemfängers.

## Geschichte
Am 1. März 1500 berief der spanische König Philipp I. Franz von Tassis aus Bergamo – einem Kurier zwischen den europäischen Herrschaftshäusern – zu seinem Hauptpostmeister (französisch capitaine et maistre de nos postes). Im Januar 1505 wurde dieses erste Postmonopol um eine Postverbindung zwischen den Niederlanden, Deutschland, Frankreich und Spanien erweitert. Ab 1506 transportierte Tassis auch Privatpost. Nachdem sich das Geschlecht 1578 in Thurn und Taxis umbenannt hatte, sicherte sich am 27. Juli 1615 Nachfahre Lamoral Claudius von Thurn und Taxis bei Maximilian I. ein vererbliches Lehen. 
Das Lehen blieb bis 1867 unverändert, als der preußische Postmeister General Heinrich von Stephan am 1. Juli 1867 das Postmonopol der Familie beendete und es für Preußen als Staatsmonopol übernahm. Das seit dem 1. Januar 1868 in Kraft getretene Postregal wies dem Staat das Alleinrecht zu, durch Personen gegen Entgelt mit unterwegs auswechselbaren Transportmitteln „verschlossene Briefe“ und Zeitungen gewerbsmäßig zu befördern. Die Reichspost übernahm im Mai 1871 dieses Postmonopol.
In Großbritannien wurde im Oktober 1969 die staatliche Verwaltung für Post und Telekommunikation, das im Jahr 1660 gegründete General Post Office, in ein öffentliches Unternehmen umgewandelt, im Oktober 1981 trennte sich hiervon die British Telecom, die im April 1984 die Rechtsform einer Aktiengesellschaft annahm und privatisiert wurde.
Das weltweit größte Postunternehmen ist die US Postal Service, die noch über ein sehr umfangreiches Briefmonopol verfügt. Sie entstand durch den Postal Reorganization Act vom August 1970. Es gibt vier Kategorien, die 1st Class Mail (Briefe und Postkarten), 2nd Class Mail (Zeitungen und Zeitschriften), 3rd Class Mail (englisch bulk mail für Werbesendungen) und 4th Class Mail (Pakete und Kataloge mit Gewicht von über einem Pound). 
Mit dem im Februar 1992 in Kraft getretenen EU-Vertrag wurde erstmals für alle EU-Mitgliedstaaten die Monopolstellung öffentlicher Unternehmen unterbunden, auch das Postmonopol. In Deutschland endete das Briefmonopol im Dezember 2007 (vgl. § 51 PostG). Die Schweizerische Post verlor ihr Briefmonopol auf Briefe über 50 g im Jahr 2008, eine völlige Freigabe auch für Sendungen unterhalb davon wurde 2010 vom Nationalrat abgelehnt. Das Postmonopol der Österreichischen Post AG endete im Januar 2011.

## International
Europäische Union
Das Europäische Parlament beschloss am 31. Januar 2008 die vollständige Öffnung der Märkte für Briefe unter 50 g. Diese musste bis zum 1. Januar 2011 erfolgen, wobei für einige Länder – Griechenland, Luxemburg und fast alle der neuen EU-Länder – die Übergangsfrist bis 1. Januar 2013 ausgeweitet wurde. Es besteht für die Mitgliedstaaten auch nach der Öffnung noch die Verpflichtung, die Existenz eines Universaldienstes sicherzustellen, der eine flächendeckende Versorgung ermöglicht.
Seit 1. Januar 2013 ist der Briefmarkt in 26 (von 27) EU-Ländern vollständig freigegeben.
| Status                           | Länder |
| -------------------------------- | --- |
| liberalisiert zum 1. Januar 2011 | Belgien, Bulgarien, Dänemark, Deutschland, Estland, Finnland, Frankreich, Irland, Italien, Österreich, Portugal, Slowenien, Spanien, Niederlande, Schweden |
| liberalisiert zum 1. Januar 2013 | Griechenland, Lettland, Litauen, Luxemburg, Malta, Polen, Rumänien, Slowakei, Tschechien, Ungarn, Zypern                                                   |
| noch keine Liberalisierung       | Kroatien |

In mehreren Staaten existieren für das Postmonopol Preis- und Gewichtsgrenzen, in einigen Ländern werden bestimmte Dienstleistungen wie Postwurfsendungen vom Monopol ausgenommen. Großbritannien kennt ein Briefmonopol bis 1 £ Porto. Seit Januar 1993 gibt es in Schweden kein Postmonopol mehr.
Sonstige Staaten
Der Monopolbereich erstreckt sich in den USA lediglich auf die Briefbeförderung. In Japan gibt es ein Briefmonopol, das auch Postkarten umfasst.

## Wirtschaftliche Aspekte
Das Postmonopol umfasst entweder alle Postdienstleistungen oder ist inzwischen häufig auf das Briefmonopol beschränkt.
Das staatliche Postmonopol wird damit verteidigt, dass konkurrierende Anbieter nur lukrative Ballungsräume bedienen würden, nicht aber die abgelegenen, durch geringe Bevölkerungsdichte gekennzeichneten Gebiete, in denen die Kosten die Erlöse übersteigen. Konkurrenten würden deshalb Rosinenpicken (englisch cherry picking) betreiben. Monopole können über dem Marktpreis liegende Monopolpreise fordern, die zu hohen Monopolgewinnen führen; mit der Marktmacht seiner Staatsmonopole kann der Staat auch seine Staatsmacht ausüben.
Die Dienstleistungen der Postmonopole befinden sich zwischen den auf dem Gütermarkt marktwirtschaftlich angebotenen Privatgütern und den öffentlichen Gütern. Durch die Nicht-Ausschließbarkeit wird das Postwesen zu einem öffentlichen Gut. Das bedeutet, dass die Postunternehmen in Deutschland einem Kontrahierungszwang unterliegen, wonach auch die Deutsche Post AG gemäß § 3 Postdienstleistungsverordnung (PDLV) im Rahmen ihrer Verpflichtung zum Universaldienst jedem Kunden auf Grundlage der Allgemeinen Geschäftsbedingungen entsprechende Leistungen zu erbringen hat. Von der Nutzung der Post kann also niemand ausgeschlossen werden, wenn er die Gebühren bezahlt. 